# Loïc Godart
Loïc Godart est un auteur de bande dessinée français né le 27 mai 1980.

## Biographie
Loïc Godart étudie à l’école Émile Cohl de Lyon dont il sort diplômé en 2002. En 2005, il publie L'Anatomiste (Soleil Productions), son premier album puis il participe à différents collectifs comme Paroles de Verdun (2007)... En 2014, il sort L’Oiseau chante comme le lui permet son bec (Akileos), un album entièrement réalisé en solo.

## Œuvres

### Bandes dessinées
- L'Anatomiste, scénario de Nicolas Tackian et  Stéphane Miquel , dessin de Loïc Godart, Soleil Productions, coll. « Latitudes », 2005[2]
- Paroles de Verdun, collectif, Soleil Productions, 2007
- Bang, scénario de Jean-Christophe Deveney et Loïc Godart, dessin de Loïc Godart, Akileos
  - 1. À l'amour, à la mort... , 2010
  - 2. Katinka, 2012
- Le Joueur (d'après le roman de Fedor Dostoievski Le Joueur), scénario de Stéphane Miquel, dessin et couleurs de Loïc Godart, Soleil Productions, coll. « Noctambule », 2010[4]
- Au cœur des ténèbres (d'après la nouvelle de Joseph Conrad Au cœur des ténèbres), scénario de Stéphane Miquel, dessin et couleurs de Loïc Godart, Soleil Productions, coll. « Noctambule », 2014[5],[6]
- L'oiseau chante comme le lui permet son bec, scénario, dessin et couleurs de Loïc Godart, Akileos, 2014[3]
- Le Gecko, scénario de Courty et Loïc Godart, dessin et couleurs de Tristan Josse, Akileos, 2018[7]
- Glaise, adaptation du roman éponyme de Franck Bouysse, scénario de Franck Bouysse et Fabrice Colin, dessin et couleurs de Loïc Godart, Marabout, 2023[8]
- Les Bêtes sauvages (2019)